# Mbé
Ne doit pas être confondu avec MBE.
Mbé est une localité de la République du Congo, située au sud dans le département du Pool, à plus de 150 km de la capitale Brazzaville. 
Elle est le lieu de la signature en 1880 du traité de paix et d'amitié entre Makoko, roi des Téké à l'époque, et l'explorateur francais d'origine italienne Pierre Savorgnan De Brazza. 
Lieu devenu touristique, elle est la capitale du royaume Téké et fut inscrite par le Congo sur sa liste indicative nationale pour une inscription à la liste du patrimoine mondial le 12 juin 2008 dans la catégorie culture,.